# Sinagoga Dr. Max Nordau
La Sinagoga Dr. Max Nordau, también llamada comunidad hebrea Dor Jadash, se encuentra en el corazón del barrio de Villa Crespo, en la Ciudad Autónoma de Buenos Aires, capital de la República Argentina. 

## Historia
Aunque la sinagoga fue inaugurada en 1955, su historia empezó en 1912, cuando un grupo de inmigrantes judíos procedentes de diversos países de Europa Oriental, habiendo entre ellos; lituanos, rusos, y polacos, fundaron un centro cultural, cerca del lugar donde se encuentra actualmente la sinagoga Doctor Max Nordau.
En 1923, la sinagoga se trasladó a su ubicación actual, la calle Murillo al 665, allí había un jéder con 20 estudiantes y un maestro. Ese mismo año, la congregación cambió su nombre para llamarse asociación hebrea "Doctor Max Nordau", en honor al líder sionista y continuador de la misión de Teodoro Herzl. 
En 1985, la congregación pasó a llamarse comunidad hebrea Dor Jadash (en español: "nueva generación"). Los ritos se modernizaron, Dor Jadash es una congregación conservadora (masortí).

## Himno
"Hace mucho que yo vengo a Dor Jadash,
de chiquito me traían mis papás,
y ahora que ya crecí, me di cuenta lo que viví,
aquí en Dorja junto a mis Madrijim.

En la semana no te dejo de extrañar,
espero al sábado con mucha ansiedad,
empezamos el mifkad, alentando por mi kuvtza,
y terminamos todos juntos la Havdalah.

(Por eso qué?)
POR ESO DOR JADASH ES MI COMUNIDAD,
ES MAS QUE UN LUGAR, AL QUE VENGO A JUGAR,
Y VENIR EN SHABAT PARA UNA PEULA,
UN SENTIMIENTO QUE NO SE PUEDE EXPLICAR."X2